# Schloss Johannisburg

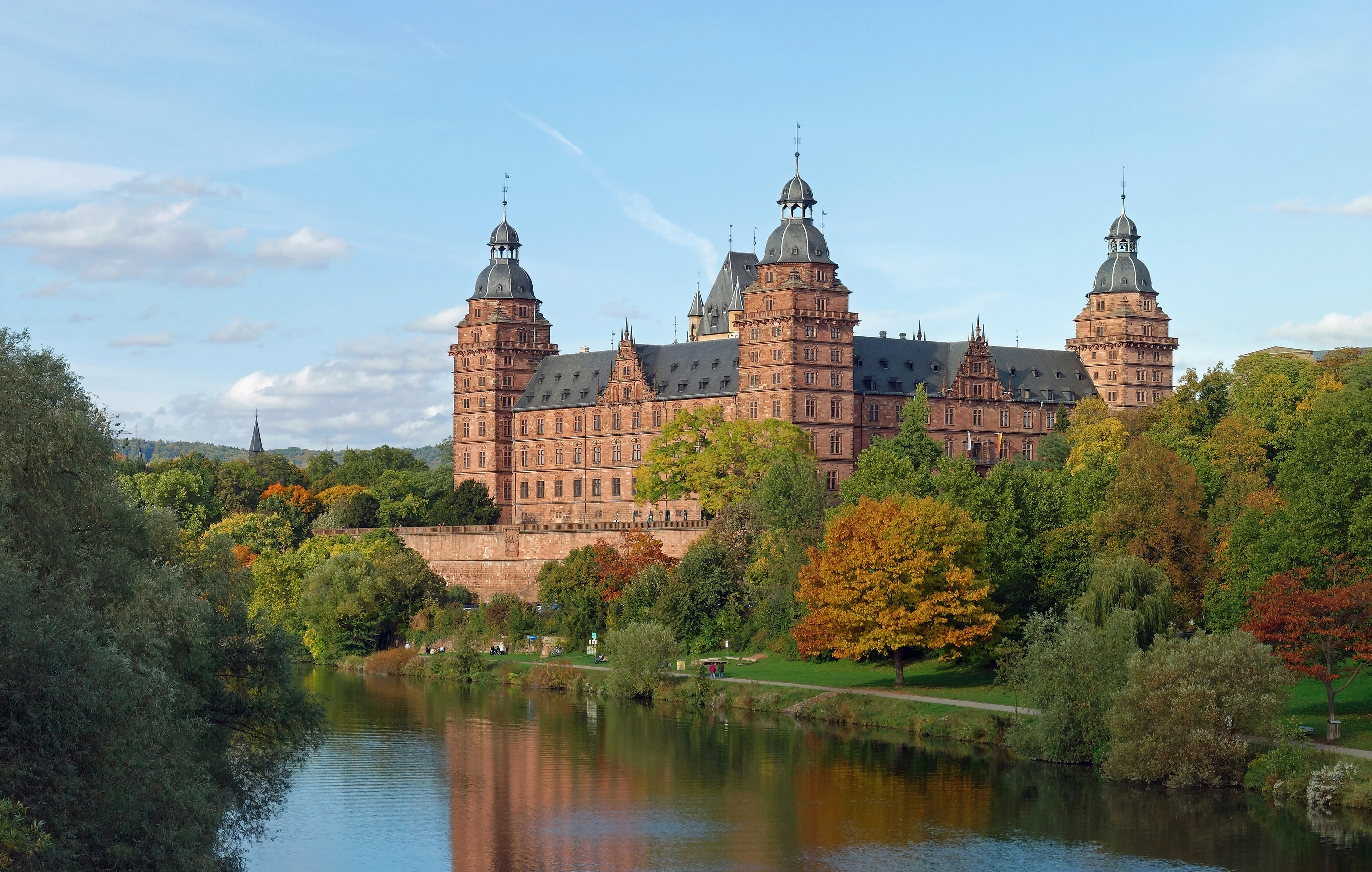
Schloss Johannisburg von Südwesten

Schloss Johannisburg in Aschaffenburg war vom 13. Jahrhundert bis 1803 Zweitresidenz der Mainzer Erzbischöfe und Kurfürsten. Das heutige Schloss wurde von 1605 bis 1614 vom Straßburger Baumeister Georg Ridinger als Bauwerk der Renaissance an der Stelle des Vorgängerbaus errichtet. Von 1814 bis zum Ende der Monarchie 1918 gehörte das Schloss der Bayerischen Krone. Heute ist der Freistaat Bayern Eigentümer, und die Anlage wird von der Bayerischen Verwaltung der staatlichen Schlösser, Gärten und Seen verwaltet. Im Schloss befinden sich außerdem das Schlossmuseum und die Verwaltung der Museen der Stadt Aschaffenburg.
Das Schloss dominiert das Bild der Stadt Aschaffenburg und gilt als ihre größte Sehenswürdigkeit.

## Geschichte
Über die Baugeschichte der mittelalterlichen Burg, die am gleichen Ort errichtet war, ist wenig bekannt. Im Jahr 1284 wurde eine neue Kapelle Johannes dem Täufer gewidmet. Es gibt Berichte über den Ausbau der Burg aus dem 14. Jahrhundert, vor allem des Bergfrieds, der die prächtige Burganlage nach einer Zeichnung von Veit Hirsvogel dem Jüngeren weit überragte. Bereits diese Burg war zweiter Regierungssitz der Mainzer Erzbischöfe, die der größten Kirchenprovinz des Heiligen Römischen Reiches vorstanden und zugleich als Erzkanzler des Reiches fungierten. Aschaffenburg war im 13. bis 15. Jahrhundert Ort verschiedener Fürstenversammlungen und Bischofssynoden. Herausragende Gäste waren etwa 1317 König Ludwig der Bayer oder 1383 König Wenzel von Luxemburg.
Eine besondere Bedeutung erhielt der Standort, als sich Albrecht von Brandenburg, Erzbischof von Mainz und Magdeburg, wegen der Reformation 1539 von Halle nach Aschaffenburg zurückzog. Die mittelalterliche Anlage wurde 1552 im Markgräflerkrieg geplündert und zerstört, wobei auch viele Kunstschätze, die Albrecht nach Aschaffenburg mitgebracht hatte, verlorengingen. Erhalten blieben vor allem Werke von Lucas Cranach dem Älteren und seiner Schule, die heute Teil der Staatsgalerie Aschaffenburg im Schloss sind.

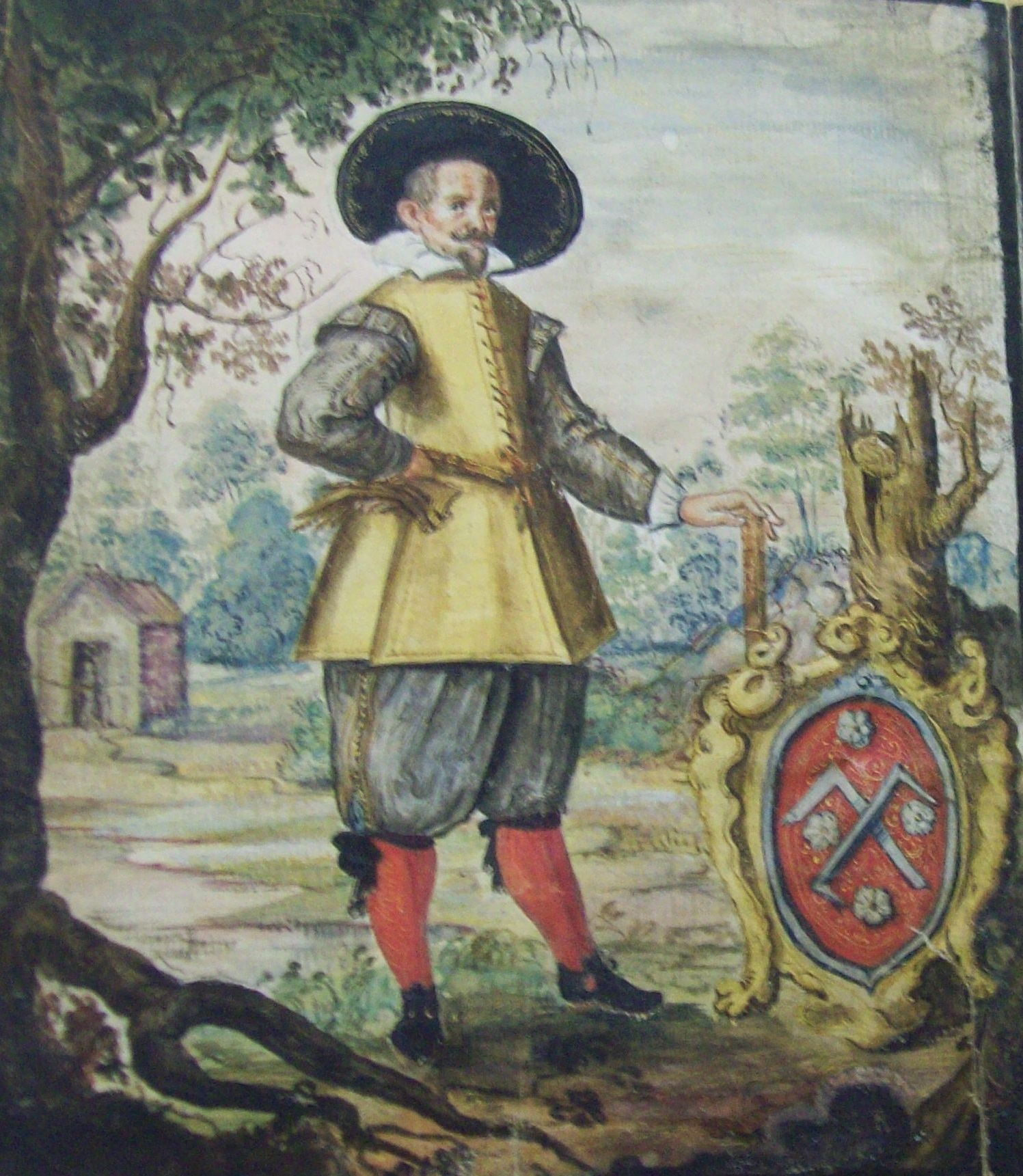
Georg Ridinger war der Architekt des Schlosses

Kupferstich nach einer Zeichnung von Georg Ridinger (1611)

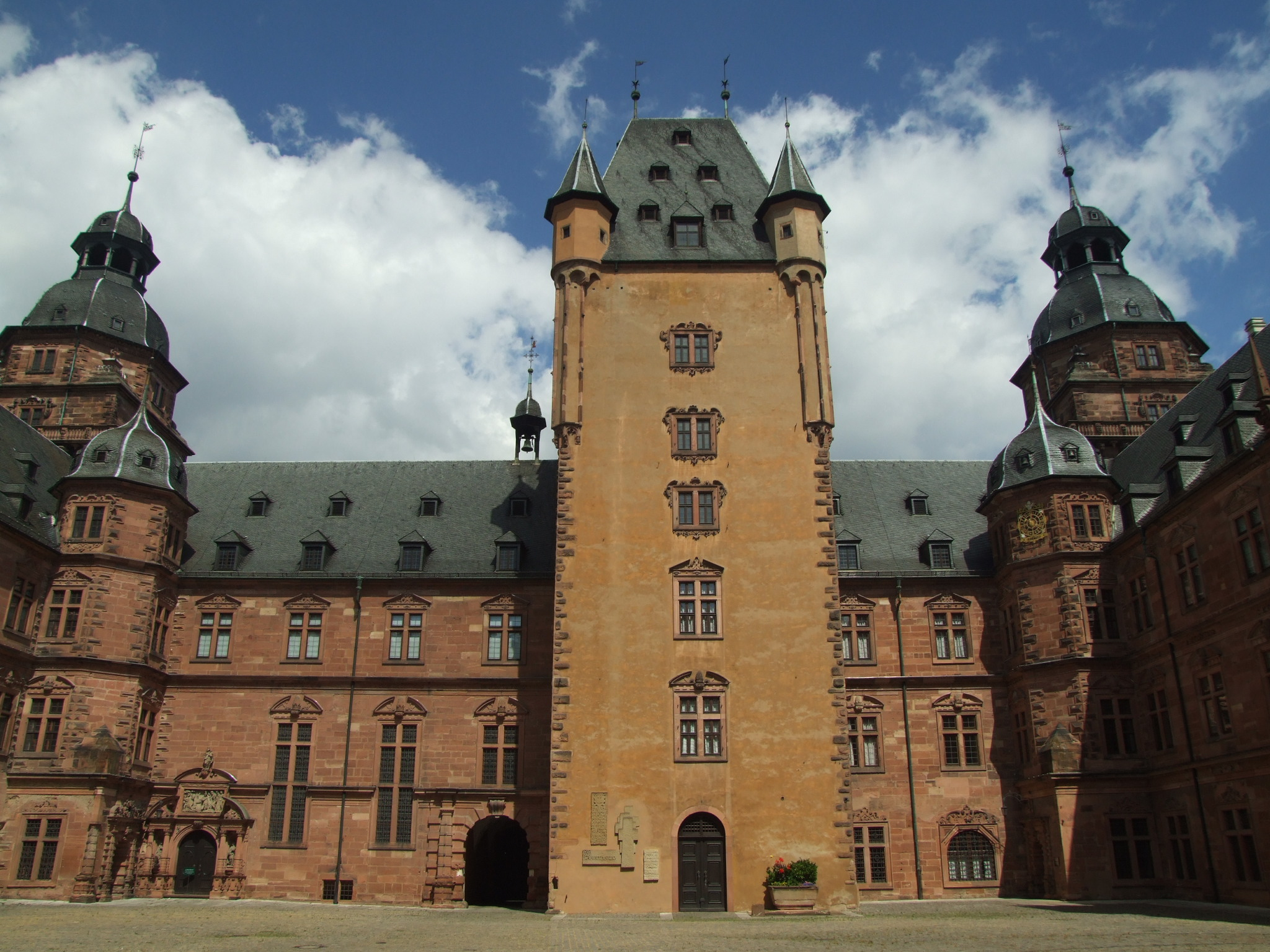
Innenhof mit Bergfried

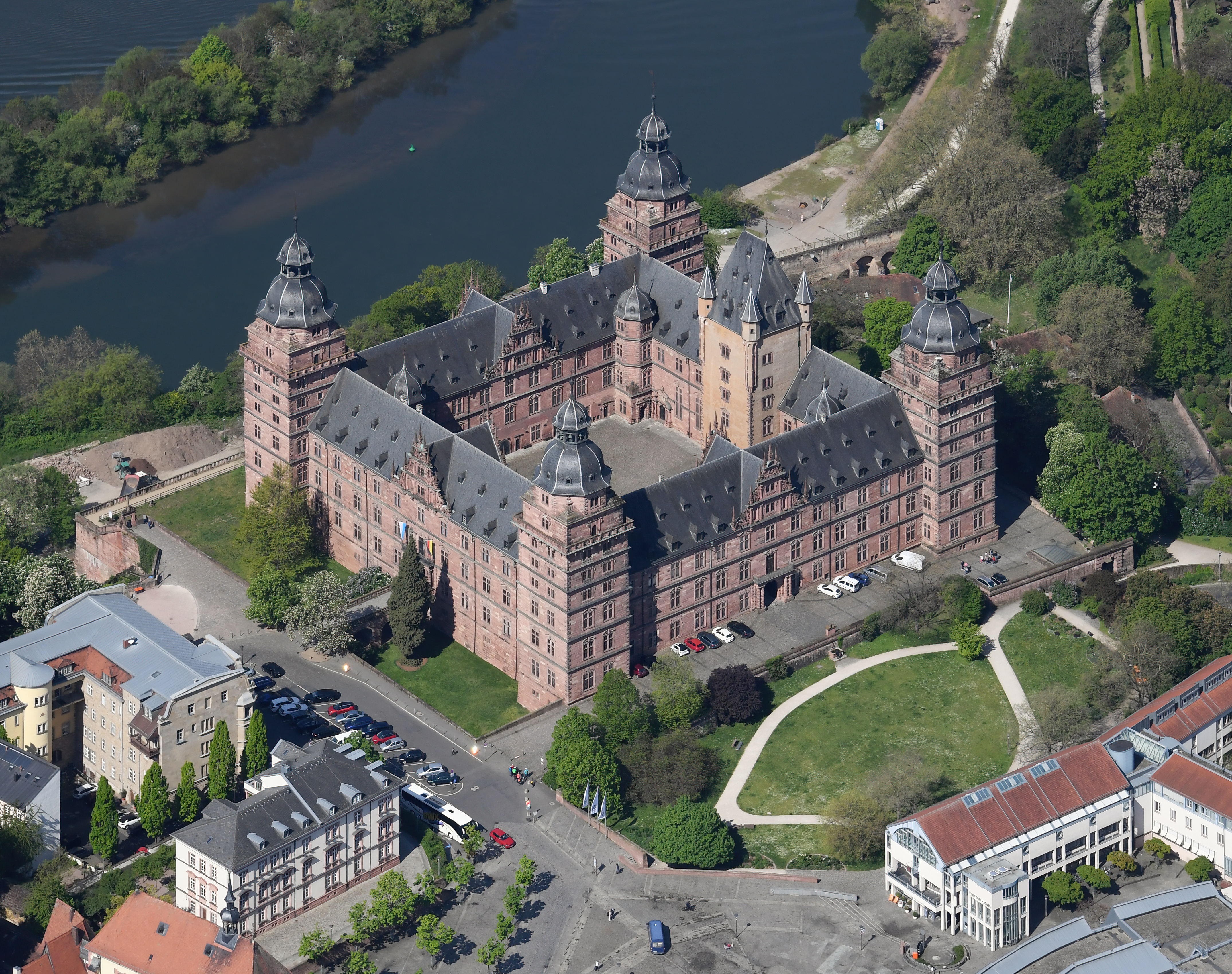
Luftbild des Schlosses

1604 gab der neue Erzbischof von Mainz und Kurfürst Johann Schweikhard von Cronberg (1553–1626) den Bau des Schlosses in Auftrag. Mit der Ausführung wurde der Straßburger Architekt und Baumeister Georg Ridinger (1568–1617) betraut. Ridinger ließ die Überreste der alten Burg abreißen; lediglich der große gotische Bergfried wurde als fünfter Turm in den neuen Bau in der Mitte des Nordwestflügels mit einbezogen. An der Westecke schloss der Bau mit der dem Main zugewandten Seite im ersten Bauabschnitt mit einer 20 m hohen Unterkonstruktion (Substruktion) an die alte Stadtmauer neben dem Theoderichstor an. In die Mittelachse des Schlosses ist in dieser Mauer das Wappen des Kurfürsten Johann Schweikhard, gestaltet von dem Bildhauer Hans Junker, eingelassen. Der Name des Schlosses hat damit einen doppelten Bezug, einerseits zum Schutzpatron Johannes dem Täufer, andererseits zu seinem Bauherrn. Das im Zweiten Weltkrieg zerstörte Wappen wurde bei der Restaurierung des Schlosses nachgebildet. An den Bauherrn erinnert auch die unterhalb des Schlosses am Mainufer verlaufende Suicardusstraße.
Der gesamte Baukörper ist streng symmetrisch als Vierflügelanlage im Geviert gehalten und hat Außenmaße von 87,5 m mal 86 m. Für die Fassaden wurde roter Odenwälder Sandstein aus Steinbrüchen im Raum Miltenberg und Obernburg am Main verwendet. Die dreigeschossigen Seitenflügel haben eine Tiefe von etwa 13,50 m. Die achtstöckigen Ecktürme sind 52 Meter hoch, was auch der Breite der einzelnen Flügel entspricht. Im quadratischen Innenhof ergibt sich eine Seitenlänge von 51 m. Die Geschosshöhe der Türme entspricht in den drei ersten Stockwerken den Seitenflügeln, so dass sich über die Gesamtbreite eine Flucht von 15 bzw. 16 Fenstern ergibt. Darüber liegen drei Stockwerke, die der Dachhöhe der Seitenflügel entsprechen. Rund um das darüber liegende siebente Geschoss verläuft um jeden Turm eine Balustrade. Das achte Geschoss ist schließlich mit einem verjüngten Durchmesser achteckig und bildet die Basis für die ebenfalls achteckigen Kuppelhauben. Die vier inneren Treppentürme haben vier Stockwerke, von denen das untere quadratisch, die darüber liegenden achteckig geformt sind. Die einzelnen Geschosse der Außenfassade sind durch Gurtgesimse gegliedert, so dass einerseits die Einheit von Türmen und Zwischenbauten betont wird, andererseits der große Baukörper lebhaft gegliedert wirkt. Hierzu tragen auch die profilierten Gewandungen der Fenster bei, die je Geschoss unterschiedlich gestaltet sind. Einen optischen Höhepunkt bieten schließlich die dreigeschossigen Zwerchgiebel in den Mittelachsen der Zwischenbauten, die die entsprechenden Geschosshöhen der Türme aufnehmen und eine kunstvolle Ornamentik im Stile der italienischen Renaissancearchitektur mit Obelisken aufweisen. Das Schloss ist durch einen breiten, trockenen Schlossgraben eingefasst und im Südostflügel durch eine Brücke zu erreichen. Die heutige, mit einem Balkon und jeweils zwei Doppelsäulen gestaltete Fassung des Hauptportals stammt aus der Erthalzeit.
Johannes Schweikhard von Cronberg ließ zur Einweihung des Schlosses am 17. Februar 1614, dem 10. Jahrestag seiner Wahl zum Kurfürsten, Münzen prägen, die auf der einen Seite das Schloss, auf der anderen sein Wappen oder sein Bildnis aufweisen. Von nun an führte er seine Regierungsgeschäfte des Mainzer Kurstaates vom neuen Schloss aus. Der Architekt Ridinger dokumentierte seine Arbeit in einem Kupferstichwerk, das 1616 gedruckt wurde, so dass wichtige Informationen über die ursprüngliche Gestalt und Ausstattung des Schlosses erhalten sind. Der Baumeister starb im Jahre 1617. Erst in den Jahren 1618/1619 wurden die letzten Arbeiten am Schloss fertiggestellt.
Im Inneren enthielt das Schloss im Erdgeschoss vorwiegend Wirtschafts- und Verwaltungsräume sowie eine Reihe von Küchen. Im linken Teil des Südostflügels, wo heute die Schlossweinstube liegt, war eine Silberkammer untergebracht. Die Wohnung des Kurfürsten lag im ersten Obergeschoss im Mainflügel. Als Residenz für den Kaiser lag im zweiten Obergeschoss oberhalb der Kurfürstenwohnung das „Kaiserappartement“. Dieses umfasste neben entsprechenden Wohnräumen den repräsentativen Kaisersaal, der sieben Fensterachsen breit war.

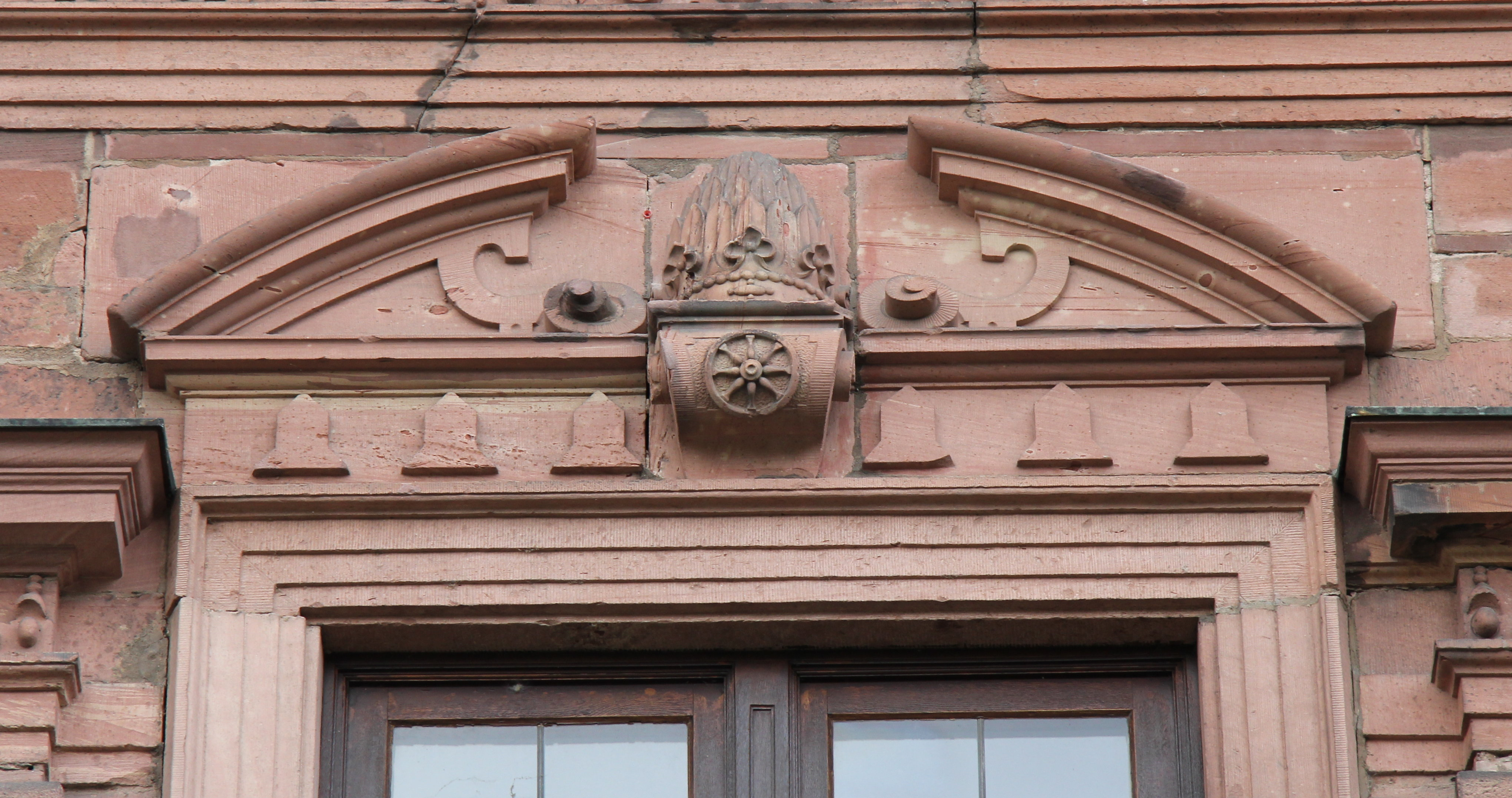
Fenstersturz am Schloss Johannisburg mit Mainzer Rad und Elementen des Wappens der Familie von Cronberg

Bei genauer Betrachtung der Fensterstürze des ersten Stockwerkes kann man erkennen, dass neben dem Mainzer Rad, dem Wappenbild der Erzstifts Mainz, auch Elemente des Wappens der Familie des Erbauers, des Geschlechts derer von Cronberg zu sehen sind: die in eine Krone eingesetzte Disteldolde (Helmzier des Familienwappens) und sechs der im Wappen blau dargestellten Eisenhütlein.
Einer Anekdote zufolge soll der Kapuzinerpater Bernhard von Trier durch seine Schlagfertigkeit Schloss und Stadt 1631 vor der Plünderung durch die Truppen des schwedischen Königs Gustav Adolf gerettet haben. Nachdem er die Schlüssel der Stadt übergeben hatte, ließ der schwedische König vernehmen, dass er es sehr schade fände, das erst wenige Jahre zuvor fertiggestellte Schloss niederbrennen zu müssen, da er es nicht mit nach Schweden nehmen könne. Der Kapuziner meinte jedoch, er könne dies durchaus tun, er müsse es einfach dorthin rollen. Fragend runzelte Gustav Adolf die Stirn, und der schlaue Pater verwies auf die über jedem der zahlreichen Fenster des ersten Obergeschosses eingemeißelten Räder, die auf das Mainzer Wappen Bezug nehmen. Es wird berichtet, der König habe daraufhin lachen müssen und auf eine Zerstörung verzichtet.
Der Mainzer Erzbischof und Kurfürst Friedrich Karl Joseph von Erthal musste 1792 vor anrückenden französischen Truppen von Mainz nach Aschaffenburg flüchten. Dadurch gelangten wertvolle Möbel, über 200 Gemälde, die kurfürstliche Bibliothek, eine Sammlung wertvoller Paramente und eine im Zweiten Weltkrieg verlorengegangene Kupferstichsammlung nach Aschaffenburg. Das Schloss und die nähere Umgebung ließ er nach dem Zeitgeschmack im Stile des Klassizismus umgestalten. Dabei half sein Hofarchitekt Emanuel Herigoyen.
Im Zweiten Weltkrieg wurde das Schloss im März und April 1945 im Zuge der Schlacht um Aschaffenburg durch mehrere Bomben und durch Artilleriebeschuss schwer getroffen und brannte fast vollständig aus. Schon bald nach Kriegsende entstand der Wunsch, das Schloss wieder aufzubauen. Dabei halfen alte Aufzeichnungen aus der Bauzeit. Besonders schwierig gestaltete sich die Wiederherstellung der Turmhauben, die nicht ganz originalgetreu ausfielen. Auch die Zahl der Schlossfenster wurde beim Wiederaufbau erhöht. Die Innenräume wurden nicht restauriert, sondern unter dem Gesichtspunkt der musealen Nutzung neu gestaltet. Die Finanzierung übernahmen die Stadt Aschaffenburg und der Freistaat Bayern. Insgesamt beliefen sich die Renovierungskosten auf über 20 Millionen Deutsche Mark. Im Jahre 1964 wurde das Schloss wiedereröffnet. Dort fanden regelmäßig Schlosskonzerte des eigens dafür gegründeten Collegium musicum Aschaffenburg mit renommierten Musikern statt. Es enthält heute verschiedene Museen und Sammlungen.

## Attraktionen

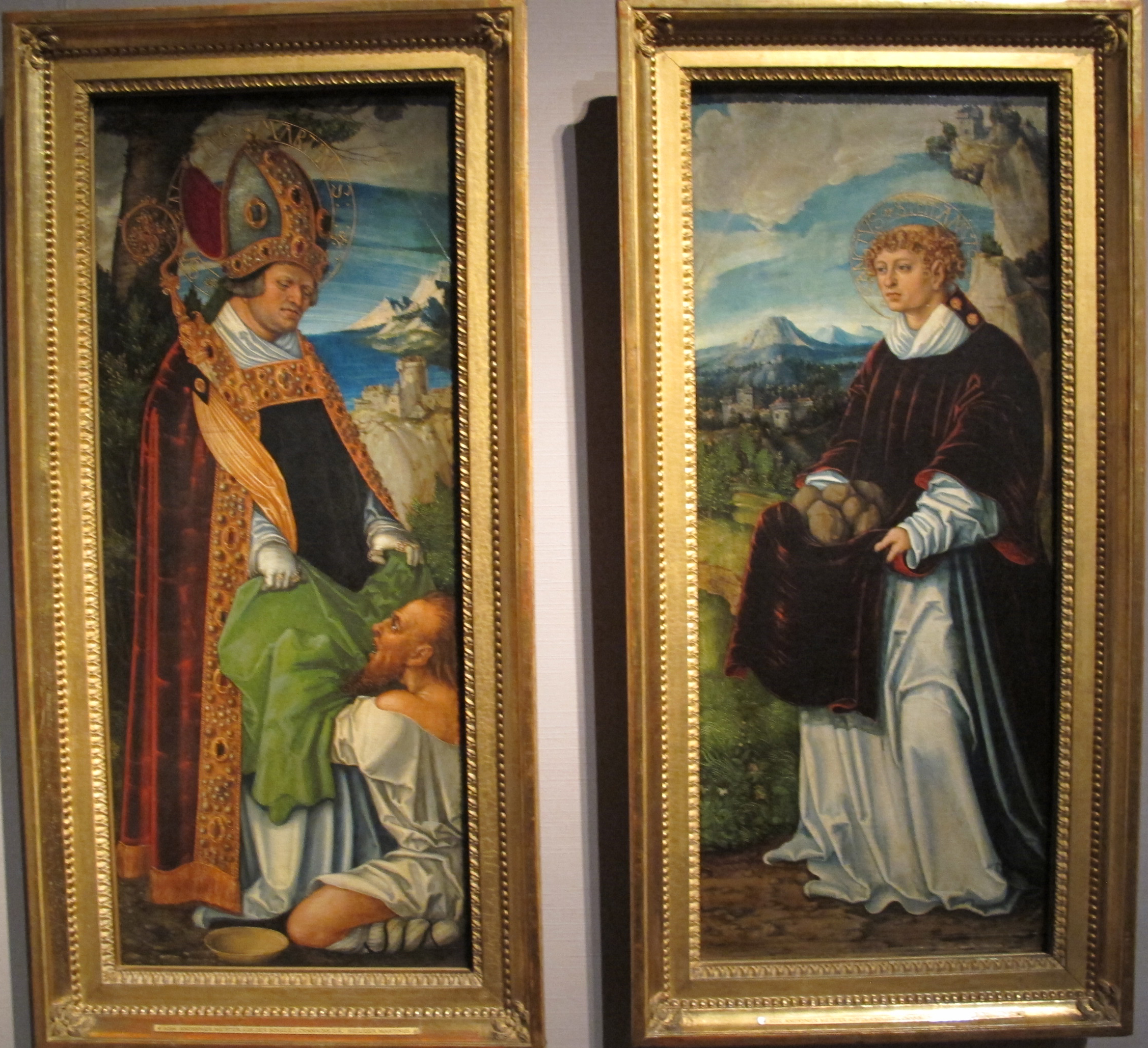
Hl. Martinus und Hl. Stephanus von Lucas Cranach d. Ä.

Zu den Attraktionen gehört auch die Staatsgalerie Aschaffenburg, eine Außenstelle der bayerischen Staatsgemäldesammlungen. Heute sind dort unter anderem Gemälde von Lucas Cranach d. Ä., dessen Sohn und einer Reihe von Schülern und Rubens ausgestellt. Die Cranach-Sammlung gilt als die bedeutendste Europas. Weiterhin zu sehen sind eine Kreuzigungsgruppe von Hans Baldung Grien sowie eine Darstellung des Kardinals Albrecht von Brandenburg als prächtig gekleideter und geschmückter heiliger Martin. Die Sammlung umfasst zudem eine große Zahl niederländischer und flämischer Meister aus dem 17. und 18. Jahrhundert. Nach langer Schließung seit 2015 wurde die Staatsgalerie 2023 frisch renoviert wieder eröffnet.
An die Gemäldesammlung schließt sich die Paramentenkammer an, in der wertvolle mit kostbaren Stickereien versehene Messgewänder und andere kirchliche Kleidungsstücke sowie weiteres liturgisches Gerät aus den Sammlungen der Mainzer Erzbischöfe ausgestellt sind.

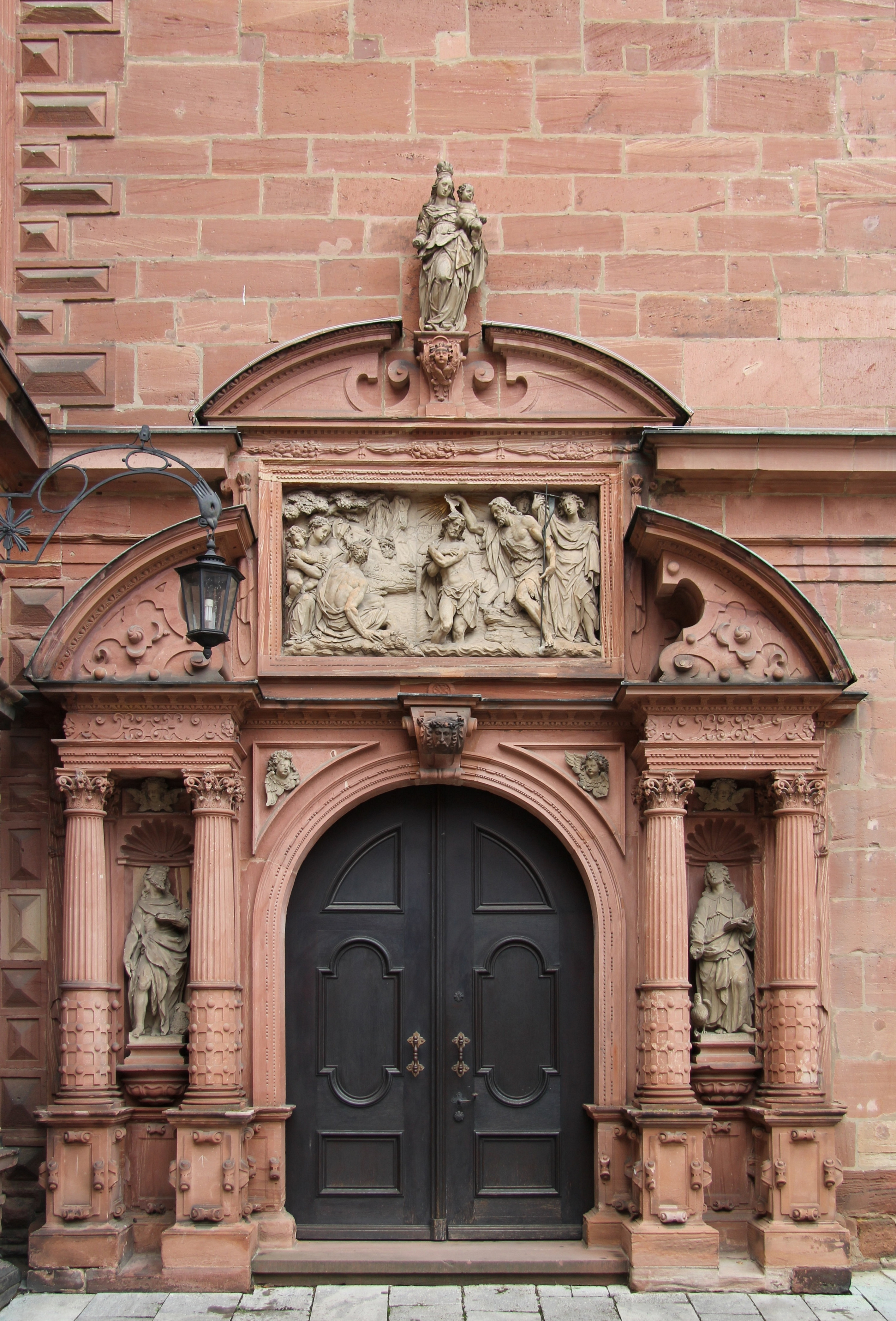
Portal zur Schlosskapelle

Im Nordwestflügel befindet sich die zweigeschossige Schlosskapelle zwischen Westturm und Bergfried, die man im Innenhof nur durch die durchgehenden Fenster und ein besonders schmuckvolles Portal erkennen kann. Das Portal zur St.-Johannis-Kapelle ist wesentlich aufwendiger als die übrigen Hofportale gestaltet und vermutlich, wie auch das Innere der Kapelle, von Hans Junker ausgeführt worden. Eine rundbogige Türöffnung wird von jeweils zwei korinthischen Säulen gerahmt, die einen gesprengten Segmentgiebel mit Auszug tragen. Zwischen den flankierenden Säulen befinden sich Wandnischen mit Statuen, die Johannes den Täufer (den Schutzpatron des Schlosses) und Johannes den Evangelisten zeigen. Auf dem Schlussstein über der Türöffnung ist das Schweißtuch der Veronika mit dem Antlitz Christi dargestellt. Im Auszug befindet sich ein Tuffsteinrelief, das die Taufe Christi durch Johannes zeigt. Den Abschluss nach oben bildet eine Statue Marias mit dem Jesuskind. Von der Innenseite gelangt man direkt von der ersten Etage der Südwestseite, dem Wohntrakt des Kurfürsten, auf die Westempore der Schlosskirche. Gegenüber, hinter dem Altar liegt die Ostempore. Der von Junker 1614 gestaltete Altar besteht aus rötlichem, schwarzem und achatfarbenem Marmor und füllt die östliche Wand in der ganzen Höhe. Die aufwendige und kunstvolle Gestaltung umfasst rund 150 Figuren, die freiplastisch oder im Relief aus Alabaster gearbeitet sind. Dargestellt werden das Erlösungswerk und die Passion Christi. Im zentralen Hauptbild wird Christus am Kreuz gezeigt. Oberhalb davon findet sich im Aufsatz die Darstellung der Auferstehung. Unter anderem findet sich auch ein Porträt des Bauherrn mit dem Modell des Schlosses. An der 1618 ausgeführten Kanzel wird am Schaft auf die Propheten Moses David und Salomon verwiesen. Die Kanzelverkleidung enthält Darstellungen der Kirchenväter Ambrosius, Hieronymus, Augustinus und Gregor sowie Christus als Weltenlehrer begleitet von den vier Evangelisten und Paulus und Petrus. Die aufwendigen Reparatur- und Rekonstruktionsarbeiten in der Schlosskapelle zur Beseitigung der Schäden aus dem Zweiten Weltkrieg konnten erst im Jahr 1989 fertiggestellt werden.

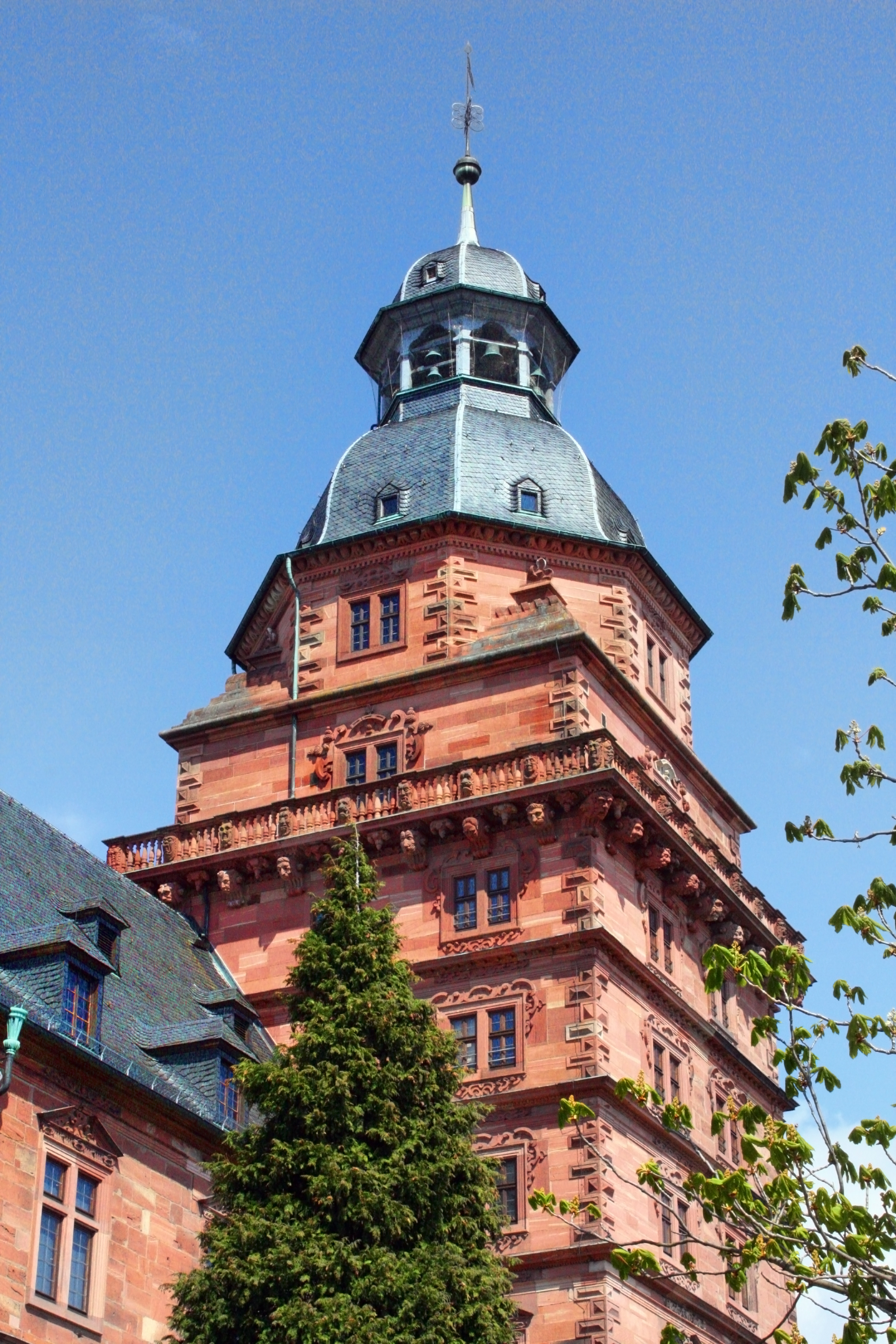
Ostturm mit Glockenspiel

Im Ostturm des Schlosses ist seit 1969 in dessen achtem Stock ein Carillon (Turmglockenspiel) aus 48 Glocken (4 Oktaven) aus der Glockengießerei Eijsbouts installiert, das dreimal täglich automatisch erklingt, aber auch von Hand gespielt werden kann. Von Zeit zu Zeit treten berühmte Carillon-Künstler in Aschaffenburg auf, so im Rahmen des Carillon- und Percussions-Festivals.

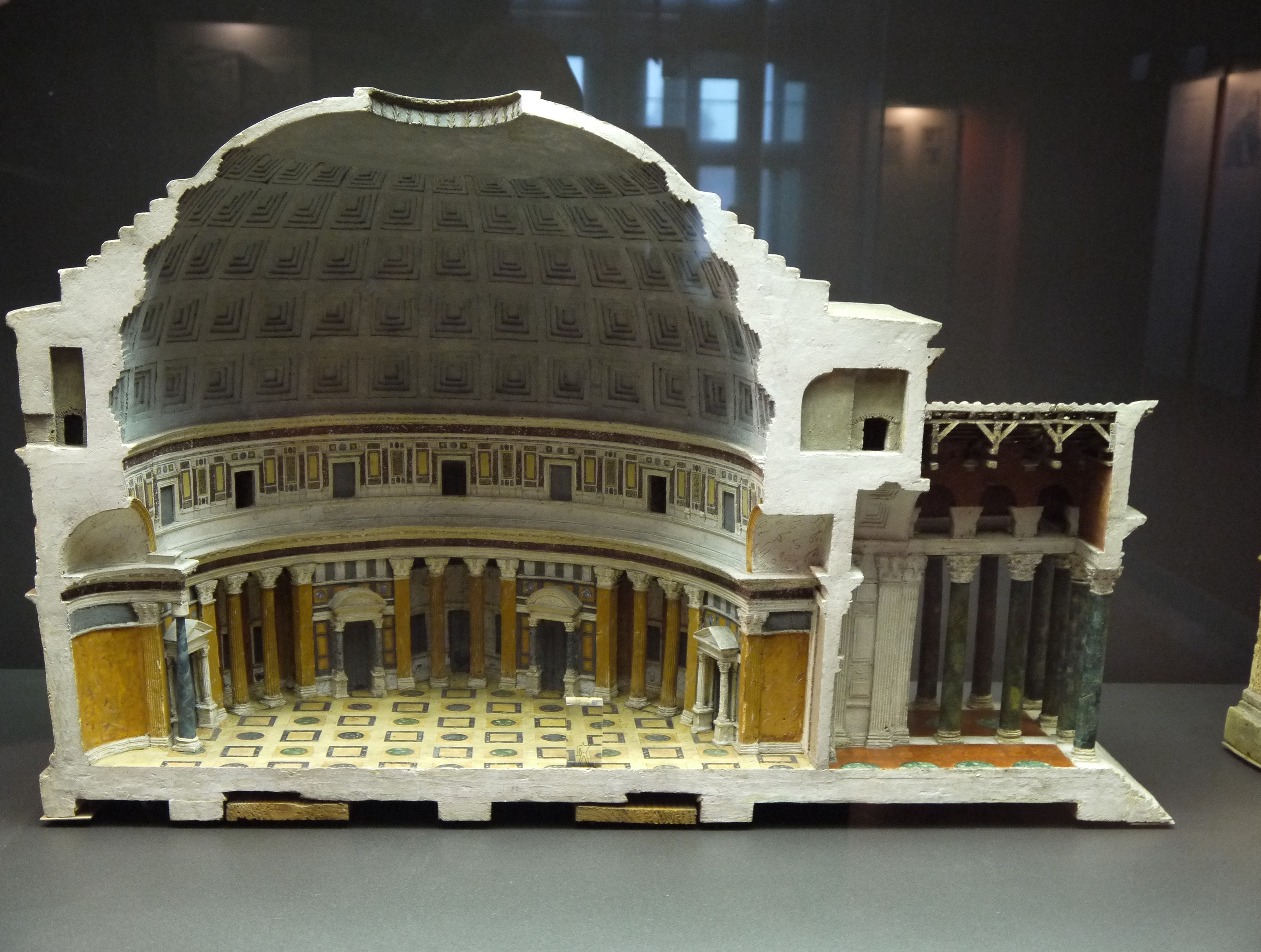
Korkmodell des Pantheons in Rom

Sehr interessant ist auch die mit 54 Nummern im Bestandskatalog weltweit größte Sammlung von aus Kork angefertigten Architekturmodellen, die vorwiegend antike Gebäude aus Rom darstellen, darunter auch ein Modell des Kolosseums, das mit seinen drei Metern Durchmesser das größte Korkmodell der Welt ist. Sie ist dem Hofkonditor und Phelloplastiker Carl Joseph May und seinem Sohn Georg zu verdanken, welche sich ab 1792 mit dem Bau der Modelle befassten.
Seit 1972 befindet sich ein Teil der städtischen Sammlungen im Schloss. Hierzu gehören Skulpturen der Schlossbauzeit, Stadtansichten, Zunftgeräte und Möbel. Besondere Attraktionen sind auch die Sammlungen deutscher und ausländischer Keramik, vor allem aus Fayence, Steinzeug und Porzellan. Aus der Region stammt die reiche Sammlung von Steingut, das in der Dammer Manufaktur hergestellt wurde. Aber auch moderne Gemälde werden präsentiert, darunter die Werke der klassischen Moderne von Ernst Ludwig Kirchner und Christian Schad.
Im zweiten Geschoss befinden sich die kurfürstlichen Wohnräume mit den Originalmöbeln des Erzbischofs Friedrich Karl Joseph von Erthal aus der Zeit um 1800.
Im Schloss befinden sich weiterhin die staatliche Hofbibliothek Aschaffenburg, durch die auch die Stiftsbibliothek Aschaffenburg mit ca. 22.000 Bänden, 86 Handschriften und 586 Inkunabeln verwaltet wird, sowie die Schlosskellerei und die Schlossweinstuben.

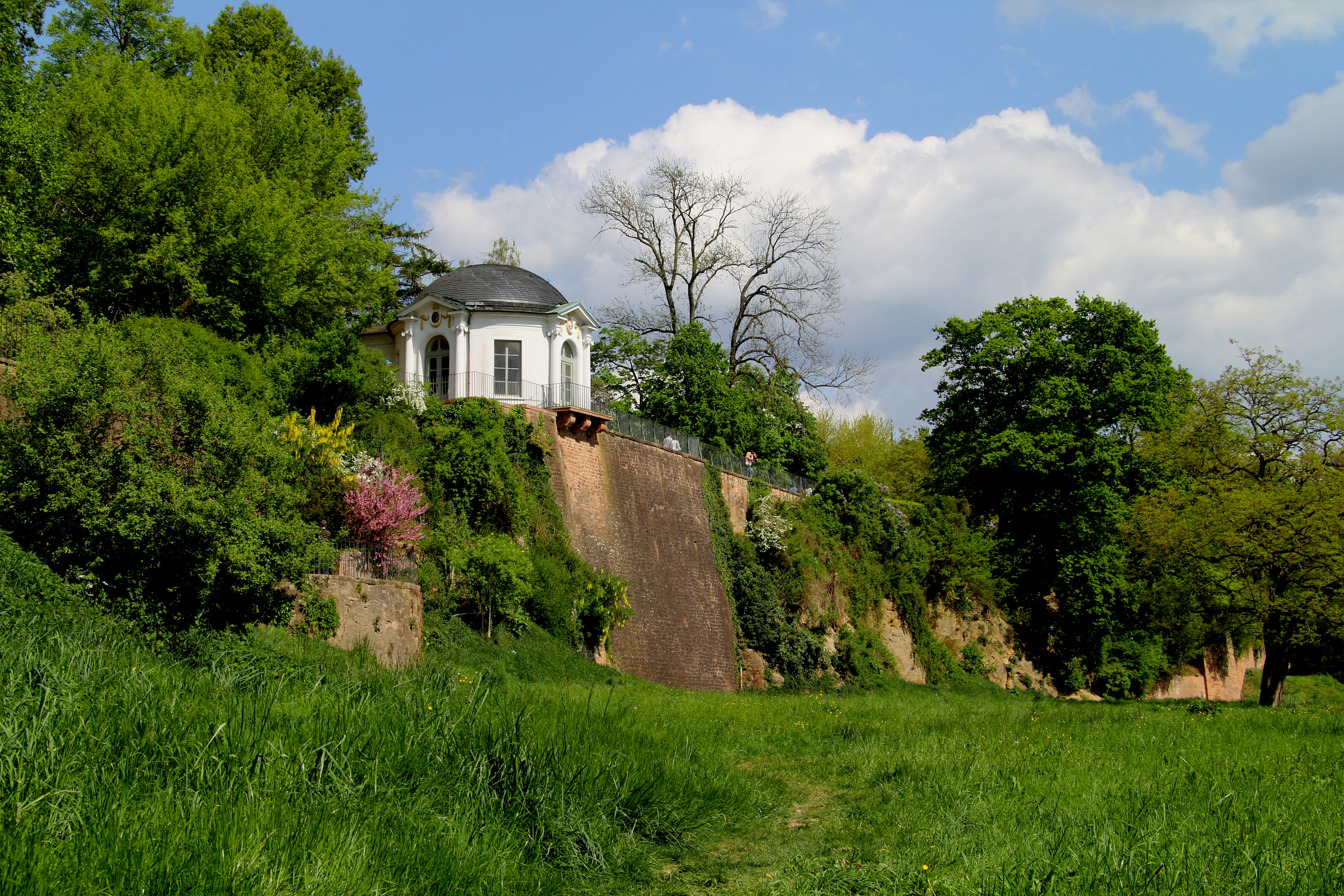
Frühstückspavillon im Schlossgarten

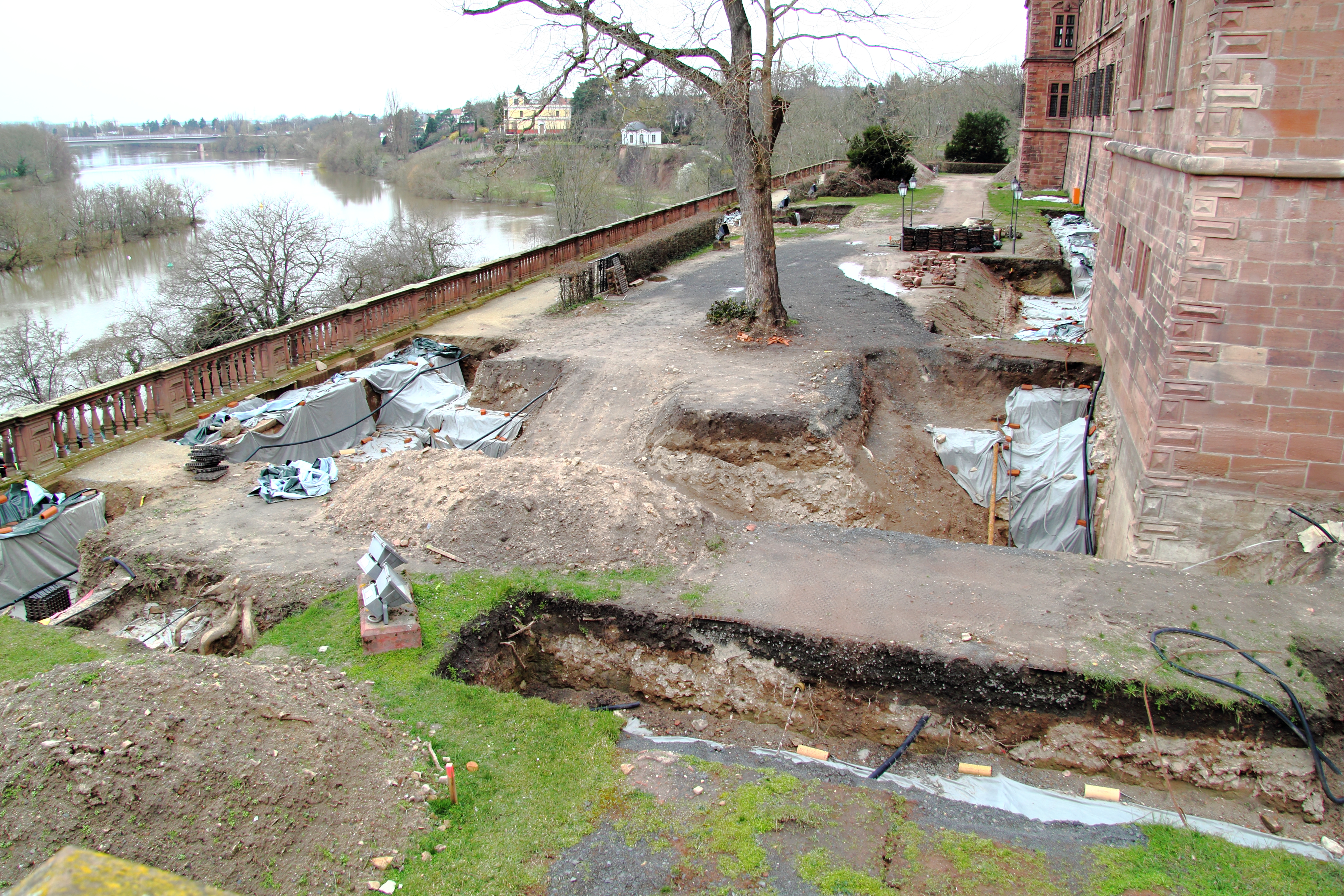
Gartenarchäologische Untersuchungen an der Schlossterrasse 2020

Der Schlossgarten zieht sich vom Schloss Johannisburg bis zum Pompejanum und zur St.-Germain-Terrasse. Wegen der Platzverhältnisse um das Schloss Johannisburg – mit einem Kapuzinerkloster in unmittelbarer Nähe – konnte dort nie ein repräsentativer Schlossgarten in barockem Stil angelegt werden. So entstand die etwas verwinkelte Anlage am Mainufer mit ihren schmalen, geschwungenen Wegen, Laubengängen und Pergolen, Wänden und Sitznischen, Fußgängerbrücken und weiteren Architekturelementen. Schwerpunkt der Bepflanzung sind südländische Pflanzen wie Feige und Agave, die das besondere mediterrane Flair Aschaffenburgs ausmachen und zum Spitznamen Bayerisches Nizza beigetragen haben. Im Schlossgarten befindet sich der vom Erzbischof und Kurfürsten Friedrich Karl Joseph von Erthal erbaute Frühstückspavillon.
In den Jahren 2019/2020 wurde auf der Schlossterrasse, dem schmalen Streifen zwischen dem Schlossbau und dem Geländer zum Mainufer, eine archäologische Untersuchung durchgeführt. Basis war ein Gartenplan aus dem Jahre 1744, der hier eine zumindest kleine barocke Gartengestaltung vorsah. Es war nicht klar, ob es sich um eine Darstellung eines Bestandes oder eine nicht ausgeführte Entwurfskizze handelt. Laut einem Medienbericht über den Fortschritt der Arbeiten wird es aufgrund von Spuren im Boden als wahrscheinlich angesehen, dass hier früher eine barocke Gartenanlage bestanden habe. Die Anlage habe eine heute nicht mehr sichtbare „Dreidimensionalität“ aufgewiesen mit Höhenunterschieden von bis zu sechs Metern, die auf dem alten Gartenplan jedoch nicht dargestellt sei. Erst der Architekt Emanuel Joseph von Herigoyen, der auch das Schlossinnere erneuerte, habe gegen Ende des 18. Jahrhunderts mit der „barocken Verspieltheit“ im Sinne des Klassizismus Schluss gemacht und das Schlossumfeld auf ein einheitliches Niveau gebracht.

## 400-Jahr-Jubiläum

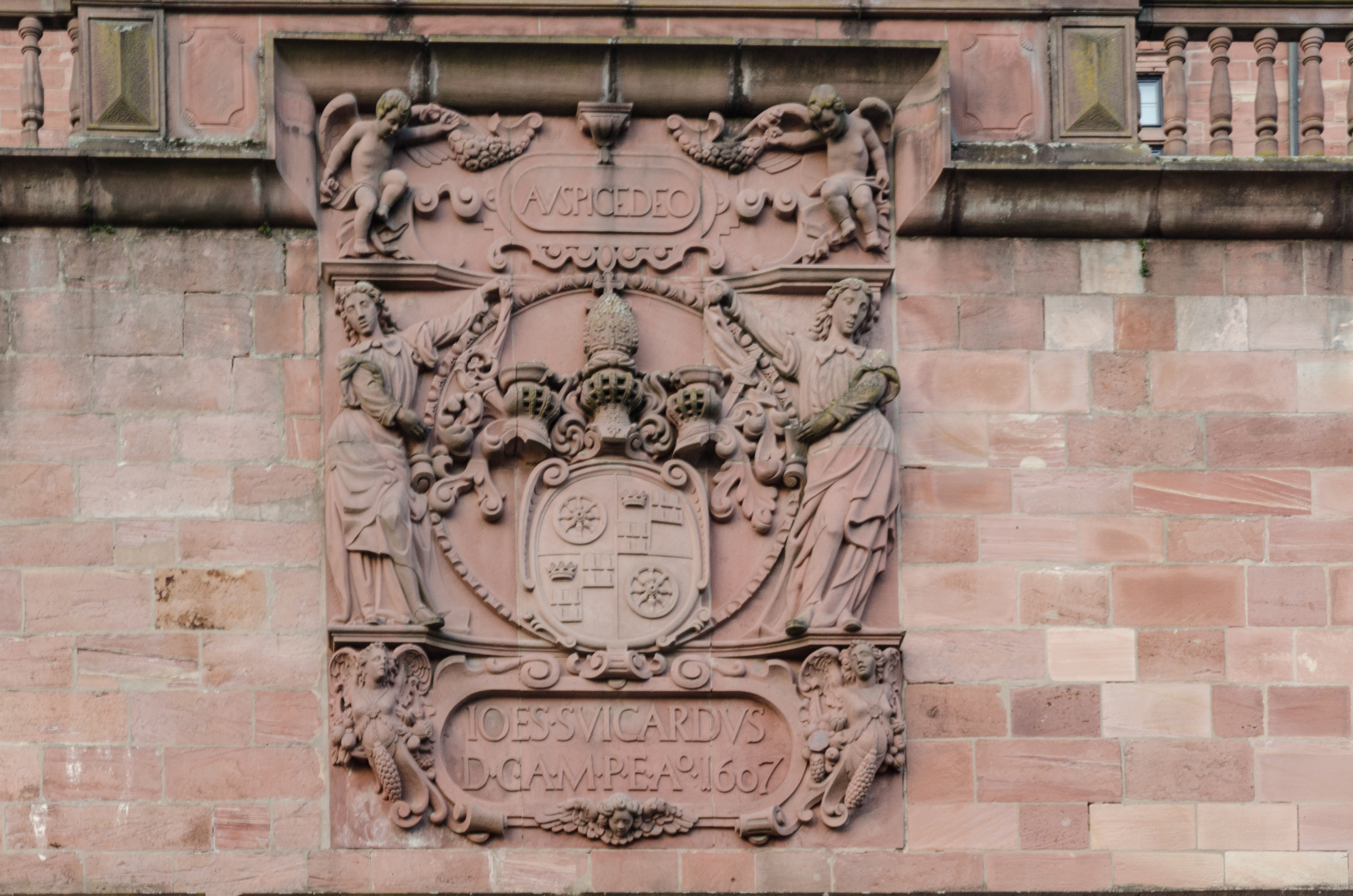
Wappenmauer mit Baujahr

Das 400-Jahr-Jubiläum des Baubeginns des Schlosses wurde von der Stadt Aschaffenburg im Jahre 2007 im Rahmen der Aschaffenburger Kulturtage begangen. Die offizielle Begründung für das Datum ist, dass das zwei mal drei Meter große, in Stein gehauene kurfürstliche Wappen des Bauherrn an der so genannten Wappenmauer das Jahr 1607 ausweist und somit den ältesten Beleg für den Baubeginn darstellt. Die Inschrift unter dem Wappen lautet:
IO[ANN]ES SUICARDUS
D[EI] G[RATIA] A[RCHIEPISCOPUS] M[OGUNTINUS] P[RINCEPS] E[LECTOR] A[NN]O 1607
(Deutsch: Johannes Schweikard, von Gottes Gnaden Mainzer Erzbischof und Kurfürst, im Jahre 1607)
Nach offizieller Lesart ist das in jedem Geschichtsbuch erwähnte Datum 1605 für den Baubeginn eine historisch nicht belegte Fiktion. Die Wappenmauer zeige das älteste Datum und diene außerdem als Fundament des Schlosses.
Zu Beginn des Jahres 2014 feierte die Stadt Aschaffenburg 400 Jahre Schloss mit dem Datum der Einweihung am 16. Februar 2014 mit einem Pontifikalamt in der Stiftsbasilika. Darüber hinaus fanden während des ganzen Jahres im Schloss und im Umfeld zahlreiche Veranstaltungen statt, darunter auch mehrfach Carillon-Konzerte, die vom Innenhof des Schlosses aus angehört werden konnten, wie auch Teile der Aschaffenburger Kulturtage im Schlosshof durchgeführt wurden.